# Tokaido Yotsuya Kaidan (El fantasma de Yotsuya)
El fantasma de Yotsuya (東海道四谷怪談 Tōkaidō Yotsuya Kaidan?) es una película de terror de 1959 de Nobuo Nakagawa, basada en la famosa obra kabuki Yotsuya Kaidan. Es una de las varias películas de terror notables que rodó para Shintoho en la década de 1950.

## Trama
El despiadado samurái Iemon Tamiya quiere casarse con la hermosa y delicada Oiwa. Una noche, Iemon espera afuera de la casa del padre de Oiwa, Samon, rogándole que le permita casarse con su hija. Samon, que no lo considera digno de ello, y su amigo Sato lo insultan. Enfurecido, Iemon  desenvaina su espada y ataca a Samon y Sato, matándolos. Naosuke, un delincuente de baja estofa que trabaja para Samon como sirviente, es testigo del asesinato y se ofrece a guardar silencio a cambio de la ayuda de Iemon. Los dos forman una conspiración para convencer a Oiwa y su hermana, Sode, de que su padre ha sido asesinado por el conocido bandido Usaburo y planean asesinar a Yomoschichi, el hijo de Sato y prometido de Sode, para que Naosuke pueda casarse con Sode. Durante un viaje a la búsqueda de Usaburo, los dos atacan a Yomoschichi, arrojándolo por una alta cascada.
Un año después, Iemon y Oiwa están casados y viven en Edo (el antiguo nombre de Tokio) con su hijo recién nacido. Sin que Oiwa lo sepa, su hermana Sode y Naosuke también viven juntos en la misma ciudad, aunque ella rechaza casarse hasta que la venganza contra el asesino sea satisfecha. Cansado de su falta de estatus, así como de su matrimonio con Oiwa, enferma desde que dio a luz, Iemon comienza a cortejar a Ume, hija del noble Ito. Él y Naosuke planean envenenar a Oiwa para que Iemon pueda casarse con Ume y convertirse en un noble rico. 
Iemon recluta al masajista Takuetsu para seducir a su esposa, lo que le permitirá a Iemon matar legalmente a su cónyuge por adulterio. Pero después de no conseguir seducir a Oiwa, Takuetsu le cuenta sobre el plan de Iemon. Al mismo tiempo, después de haber ingerido el veneno que Iemon mezcló con su medicina, la cara de Oiwa estalla en horribles forúnculos. En un ataque de locura, por lo escuchado y lo que le está pasando, Oiwa se lanza sobre Takuetsu con una navaja, pero en cambio hiere mortalmente a su pequeño hijo. Jura vengarse de Iemon mientras muere. Iemon regresa a casa y mata a Takuetsu. Él y Naosuke clavan los dos cuerpos a un par de contraventanas y los hunden en el pantano.
Esa misma noche, Iemon se casa en su nuevo hogar con Ume. Pronto, tanto Iemon como Naosuke son atormentados por visiones de Oiwa muerta y deformada, así como de Takuetsu. El aterrorizado Iemon ataca al espíritu, matando sin embargo a Ume y sus padres. Huye a un templo budista en busca de santuario. Esa misma noche, el fantasma de Oiwa visita a su hermana Sode y a Naosuke. Al verla, Naosuke confiesa y huye al mismo templo. El fantasma de Oiwa conduce a Sode a la posada donde se aloja Yomoschichi, que había sobrevivido al intento de asesinato. Yomoschichi y Sode deciden vengar a sus seres queridos asesinados.
En el templo, Naosuke se burla de Iemon, quien a su vez mata a Naosuke. Yomoschichi y Sode llegan y atacan a Iemon en el cementerio del templo. Enloquecido por los espíritus de Oiwa y Takuetsu, no puede defenderse adecuadamente y muere clavándose en la espada de Sode, suplicando el perdón de su mujer. La película termina con una visión de Oiwa en la niebla mientras amanece, con su apariencia restaurada y sosteniendo a su bebé, presumiblemente en el Cielo; su espíritu ahora puede descansar en paz con su venganza completada.

## Reparto
- Shigeru Amachi como Iemon Tamiya
- Katsuko Wakasugi como Oiwa
- Shuntarō Emi como Naosuke
- Ryūzaburō Nakamura como Yomoshichi
- Noriko Kitazawa como Osode
- Junko Ikeuchi como Ume Itō
- Kikuko Hanaoka como Maki
- Hiroshi Hayashi como Kihē Itō
- Jun Ōtomo como Takuetsu
- Shinjirō Asano como Samo

## Fondo y producción
El director Nobuo Nakagawa había dirigido más de 100 películas hasta su muerte en 1984, y unas ocho películas de terror a las que debe su fama, la mayoría de las cuales se rodaron entre 1956 y 1960 en los estudios Shintoho con plazos ajustados y presupuestos bajos  
El fantasma de Yotsuya es, probablemente, la película de Nakagawa más visualmente acabada y elegante, buscando con su director de fotografía habitual, Tadashi Nishimoto, una paleta de color suave, dominada por tonos terrosos, grises y verdes, puntualmente oscurecida por sombras o animada por detalles brillantes y cálidos en una prenda o una lámpara, mientras la intrusión de elementos entre el espectador y la acción, como troncos de árboles, mosquiteras, etc producen sensación de atrapamiento.

## Estreno
El fantasma de Yotsuya se estrenó en Japón el 11 de julio de 1959.  La película fue estrenada en Estados Unidos por Shimoto Enterprises con subtítulos en inglés. 

## Recepción
A partir de reseñas antiguas, James Marriott comenta sobre la película en The Definitive Guide to Horror Movies, que de todas las adaptaciones de la obra "la de Nakagawa es la clásica", señalando que los efectos visuales de la película adquieren una "cualidad alucinatoria", mencionando especialmente las escenas en el pantano y las apariciones fantasmales que se deslizan "hacia la locura al estilo de Jigoku".